# الأطلنطيون (شعب)
الأطلنطيون او الأطلسيون او الأطلنطيسيون هم شعب امازيغي ذكره هيرودوت (حوالي 484 - 425 قبل الميلاد) الذي حدد موقعهم بالقرب من سلسلة جبال يسميها " أطلس ». لم يحدد المؤلفون القدامى اللاحقون هوية ومكان تواجد الأطلنطيون بدقة بل قاموا أحيانًا بتحديد مواقعهم " في وسط العزلة أو اللامكان "، و أحيانا " عند غروب الشمس » أو حتى على حافة المحيط مما يحور العناصر الأسطورية بشكل أساسي حول موضوعها.

علم الامازيغيون

## التأريخ القديم

إعادة الإعمار على شكل خريطة للعالم التي وصفها هيرودوت في تاريخه.

يظهر الأطلنطيون بشكل رئيسي في أعمال المؤرخ والجغرافي اليوناني هيرودوت كاسم شعب يعيش بعيدًا تمامًا عن أعمدة هرقل  ، على “ شواطئ رملية » بالقرب من جبل مشكوك في أمره  وهو يسميه « أطلس »  - الموصوف بـ " عمود السماء » — حيث يبعد عشرين يومًا غرب قبائل الجرمنت.
يوصفون بالنباتيين الذين " لا يرون شيئًا في الأحلام », الأطلنطيون هم آخر الناس بعدا عن موقع “ أتارانتس » التي ذكرها هيرودوت في ليبيا القديمة أثناء توجهه غربًا ; وهم على هذا النحو يشهدون على أهمية الترشيح والتعداد في عمله ، فهارس الأسماء المؤرخة تذكر بإحصاء الراويين.
وفقًا لبيير فيدال-ناكيه ربما يكون أفلاطون قد استلهم اسم القبيلة الليبية الذي أطلقه هيرودوت على المدينة الخيالية التي يتخيلها كجزء من أسطورة أطلانطس المقدمة في محاوراته لكريتياس وتيماوس.
تم تناول عناصر معينة من قصة هيرودوت في القرن الأول بواسطة بومبونيوس ميلا، الذي يضع الأطلنطيين “ عند غروب الشمس » دون مزيد من الدقة، ثم من قبل بليني الأكبر الذي ذكر الفكرة التي بموجبها يسكن الأطلنطيون " في وسط العزلة » ولاحقًا من قبل مؤلفين مثل سولين ومارتيانوس كابيلا وأميانوس مارسيلينوس الذي أطلق عليهم اسم " أتلانتي ».
على عكس هيرودوت، كان بعض المعلقين القدماء يميلون إلى تحديد موقع هؤلاء الأطلنطيين على حافة المحيط الأطلسي ، على الرغم من أن موقع الأطلس لم يكن محددًا جيدًا في العصور القديمة . وهكذا نقلت مصادر يونانية أخرى عن ديودوروس الصقلي الذي خصص له عدة فقرات في الكتاب الثالث من مكتبته التاريخية المنشور في النصف الثاني من القرن الأول, وضع الأطلنطيون بالقرب من المحيط بمحاذاة جبل أطلس ولكن أيضًا بالنسبة للبعض منهم فهم في " بلد سيرني "
يضع ديودوروس قصتهم في العصور الأسطورية لنشأة الأساطير اليونانية ويقدمهم على أنهم وصلوا إلى درجة عالية من القوة والحضارة, يجب على الأطلنطيين مواجهة الجورجون وهزيمتهم من قبل الأمازونيات ، و في وصف الشعوب الغير حقيقية توجد قصة أخرى أسطورية بعيدة كل البعد عن المعرفة الحقيقية بالطرف الغربي لأفريقيا . يضع ديودوروس أيضًا أصل العديد من الآلهة بين الأطلنطيين.

## المذكرات و المراجع
1. 1 2 3 4 5 6  Desanges, Jehan (1989). "Atlantes". Encyclopédie berbère (بالفرنسية) (7): 1013. ISSN:1015-7344. Archived from the original on 2024-01-29. Retrieved 2020-09-05.
2. ↑  « La montagne a donné son nom aux habitants du pays : on les appelle les Atlantes » traduction A. Barguet, Gallimard, folio, 1992, ص. 
443
3. ↑  François Hartog, Le miroir d'Hérodote, Paris (1980), 2001, ص. 
378 et 506
4. ↑  Pierre Vidal-Naquet, « Hérodote et l'Atlantide entre les Grecs et les Juifs. Réflexion sur l'historiographie du siècle des Lumières ». Quaderni di storia, 8, 1982, 16, ص. 
7

## فهرس